# C25H38O
化学式C25H38O（摩尔质量：354.5 g/mol）可能指：
- JWH-057，CAS号：105823-04-9
- 2-(1,1-二烯丙基丁-3-烯)-5-壬基酚，Pubchem CID：76317396

|  | 这个同类索引页列出了具有相同分子式的化学物（即同分異構體）条目。 除非您是有意链接至本页，否则应将相应条目的内部链接指向正确的条目。 |